# 札幌護國神社
札幌護國神社（日语：札幌護国神社）位於日本北海道札幌市中央區，為護國神社之一。
為了祭祀在1879 年（明治12年），西南戰爭中戰死的屯田兵而建立 ，之後各個戰爭中的亡靈亦一同祭祀，但是在1949年（昭和24年）9月時，祈請了多賀大社祭神，接續在1971年（昭和46年）9月時與鎮守山鼻地區（札幌郡山鼻村）的山鼻神社之祭神合祭，一直到了現今。
因此，該神社由祭祀創建時祭神之本殿、祭祀祈請之多賀大社諸祭神與山鼻神社祭神的多賀殿 （多賀神社）組成。

## 祭祀神祇
本殿
- 北海道開拓祭神
- 各戰爭戰死之祭神
- 公共殉職祭神
- 其他特殊祭神
  - 目前 2011年 (平成 23年)本殿的祭神數量為25543 。

多賀殿
- 伊邪那岐大神
- 伊邪那美大神
- 相殿奉齋 (舊山鼻神社祭神)
  - 天照大神
  - 大山祇大神
  - 天滿宫大神
  - 耳早立雄之大神

## 沿革
- 1879年(明治12年)–於現在的札幌市北區北6條西7丁目建立了屯田兵招魂纪念碑，被稱為札幌忠魂社，為札幌護國神社的開始 。
- 1911年(明治44年)2月– 移至中島公園。
- 1922年(大正11年)7月1日–重新命名為札幌招魂社。
- 1933年(昭和8年)–於現在地建立社殿。
- 1939年(昭和14年)4月1日–改名為札幌護國神社，且由内政部部長指定為護國神社[2]。
- 1946年(昭和21年)
  - 4月30日– 所屬於神社本廳。
  - 12月12日–改名為札幌彰德神社(日本獨立經承認後，重新被命名為札幌護國神社)。
- 1949年(昭和24年)9月–祈請多賀大社之祭神，建立多賀殿 。
- 1968年(昭和43年)–社殿因火災燒毀滅失 。
- 1970年(昭和45年)–重建社殿。
- 1971年(昭和46年)9月–於多賀殿合祭山鼻神社祭神 。
- 1972年(昭和47年)2月3日– 昭和天皇及香淳皇后 親自參拜 。

## 彰德苑
於境內角落，存有以戰歿者慰靈碑為中心，集結了許多紀念碑的「彰德苑」。
屯田兵招魂碑
1878年（明治11年）7月，為於西南戰爭中戰死的屯田兵所建，應為札幌市内現存最古老的石碑。
最初位於偕楽園。1907年（明治40年）12月，與日露戰爭中來自札幌連隊區管的戰死者合祭，移至中島遊園地。1933年（昭和8年），再移轉至招魂社境内。
忠魂碑
為日露戰爭的戰死者所建。書法題字者為乃木希典。
頌德碑
表彰財團法人帝國在鄉軍人會創立者松本謄四郎之碑。起初位於旭丘，但1960年（昭和35年）3月移至本神社。
稱頌松本的正面碑文由佐藤昌介所撰。1967年（昭和42年）時，則在右側銘刻弔慰在鄉軍人會遺族的文字。
尼港殉難碑
為尼港事件犠牲者所建之碑。1928年（昭和3年）10月建於旭丘，但1960年（昭和35年）3月5日移至本神社。
諾門罕英魂之碑
為諾門罕戰役犠牲者所建之碑，於1967年（昭和42年）9月16日建立。1987年（昭和62年）時增加非洲產的黒御影石所製由来碑。
阿圖島玉碎雄魂之碑
為阿圖島戰役犠牲者所建之碑，於1968年（昭和43年）7月29日建立。寬7公尺的座台上，承載有32噸的神居古壇石碑。
梅萊詠島戰歿者慰靈碑
為在沃萊艾環礁犠牲者所建之碑，1971年（昭和46年）10月建立。以黒御影石所製，題字者為堂垣内尚弘。左後方立有戰歿者的姓名石碑。
北千島慰靈碑
為北千島犠牲者所建之碑，1975年（昭和50年）8月23日建立。以日高産碑原石所製，題字者為堂垣内尚弘。
北海道全海軍英魂之碑
為與北海道・千島・樺太有關的所有海軍關係者所建之碑，於1978年（昭和53年）8月20日建立。置有重巡洋艦曾使用的2個船錨2。
「北鎮砲兵發祥地」之碑
為紀念1896年（明治29年）12月組成之獨立野戰砲大隊所建之碑，於1985年（昭和60年）6月23日建立。非洲産的黒御影石所製，題字者為板垣武四。
旭川第七連隊砲兵哨舍
於「北鎮砲兵發祥地」碑建立的數年前，由自衛隊所搬運。
步兵第26連隊軍旗奉燒之碑
為紀念隨著步兵第26連隊解散，在月寒神社奉燒軍旗之碑，於1986年（昭和61年）9月14日建立。由白御影石所製，並有沿革碑。

## 照片集錦

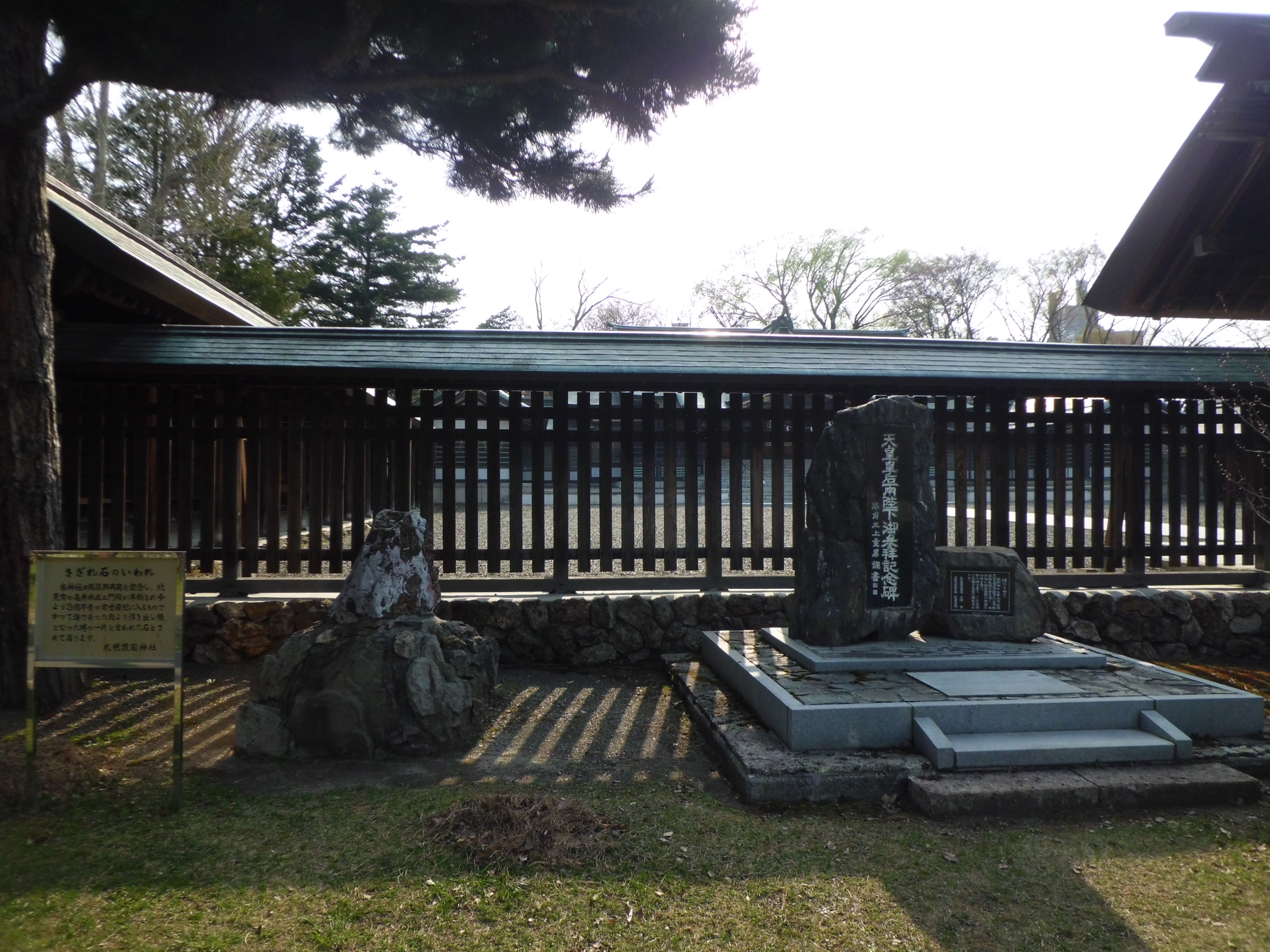
天皇及皇后陛下參拜紀念碑‧砂礫石
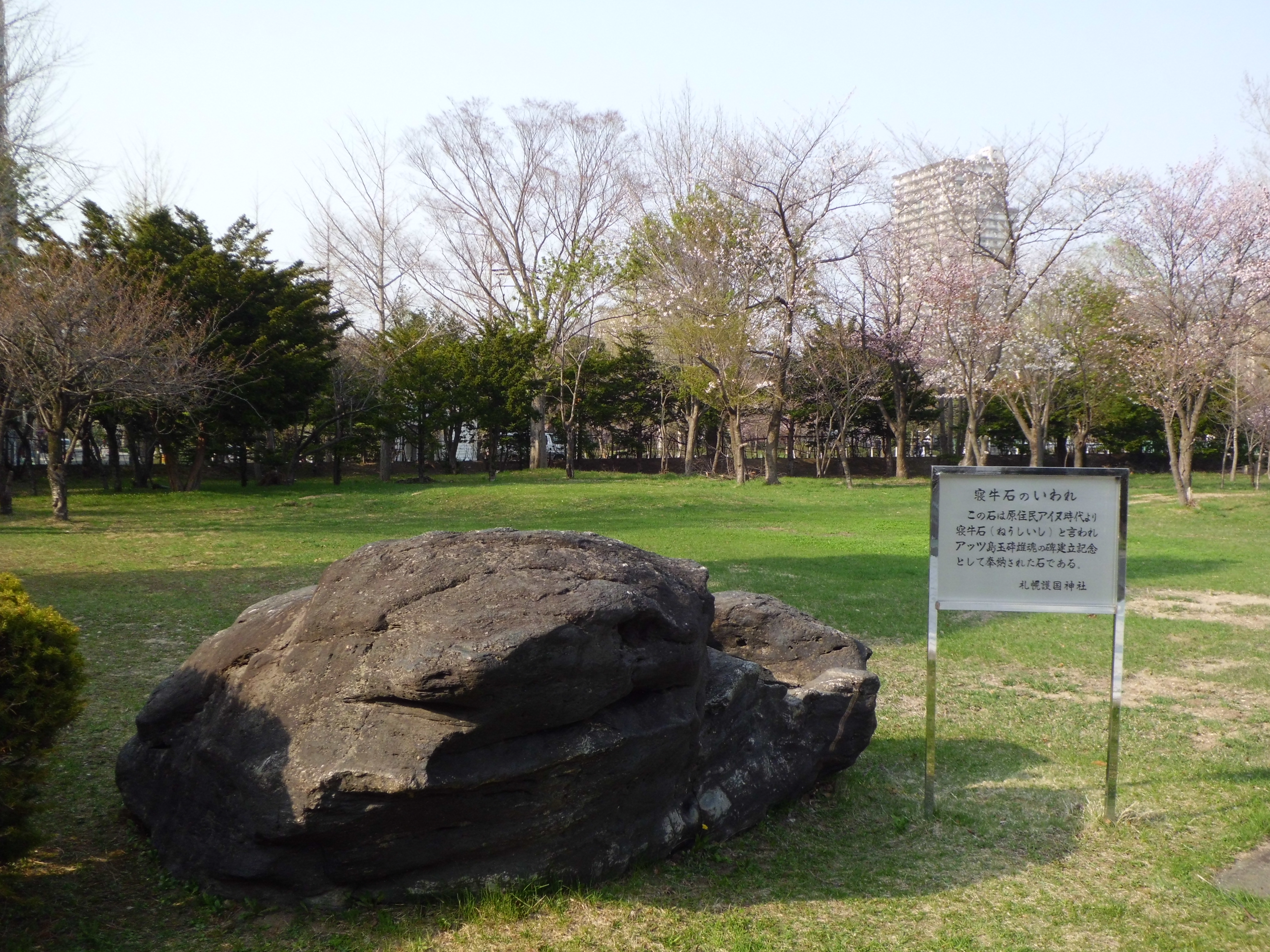
寢牛石
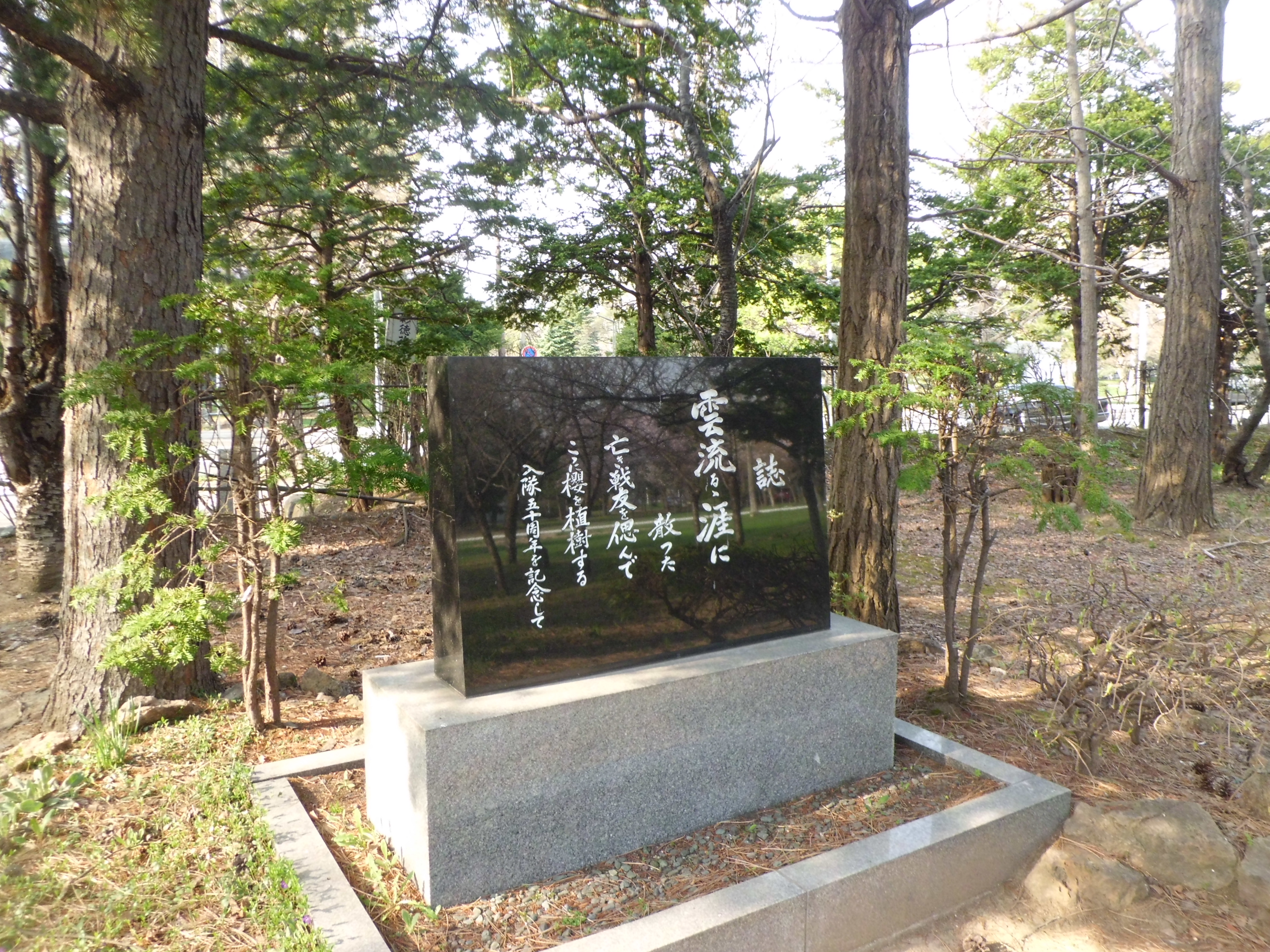
植樹碑
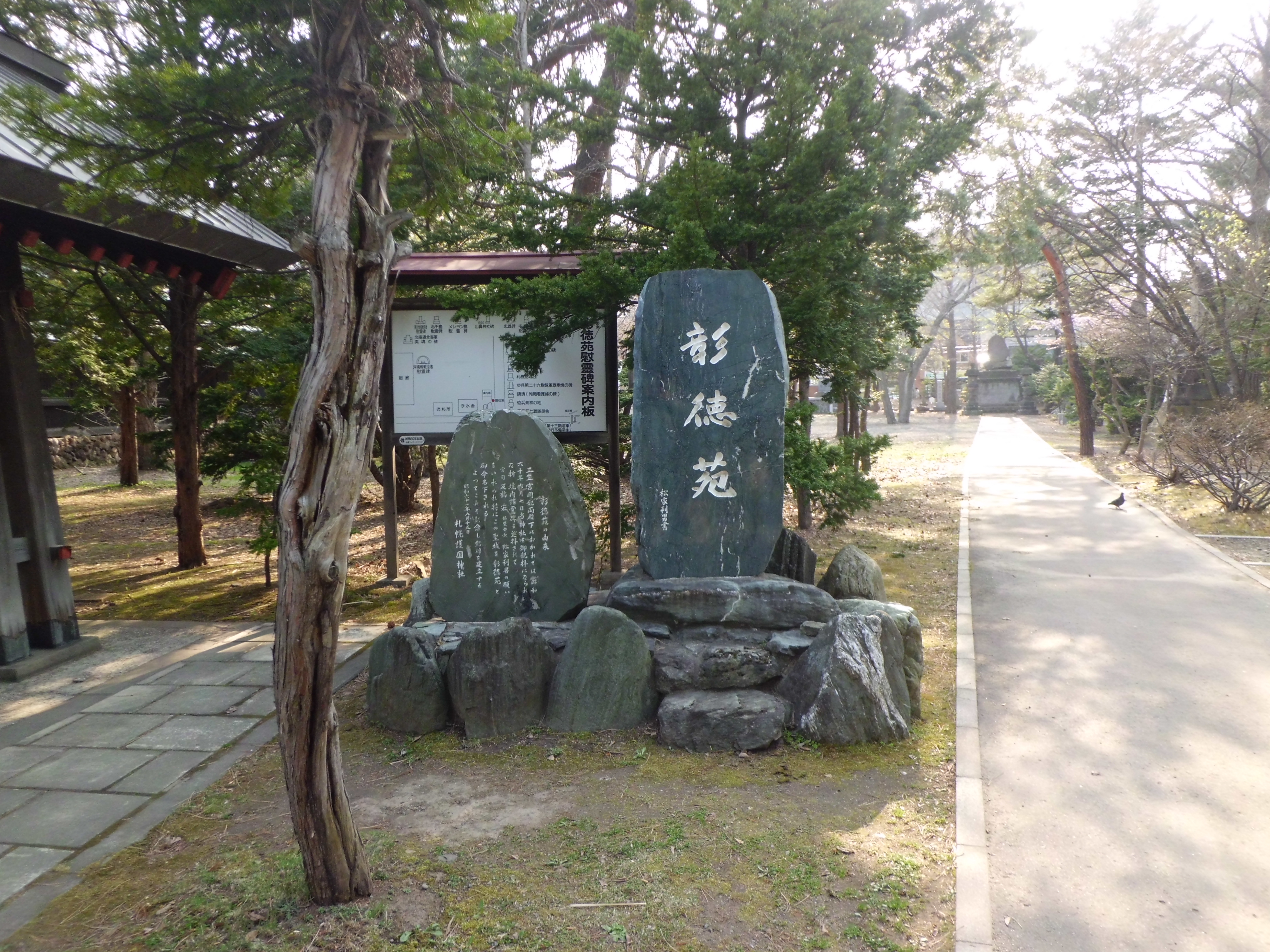
彰德苑入口
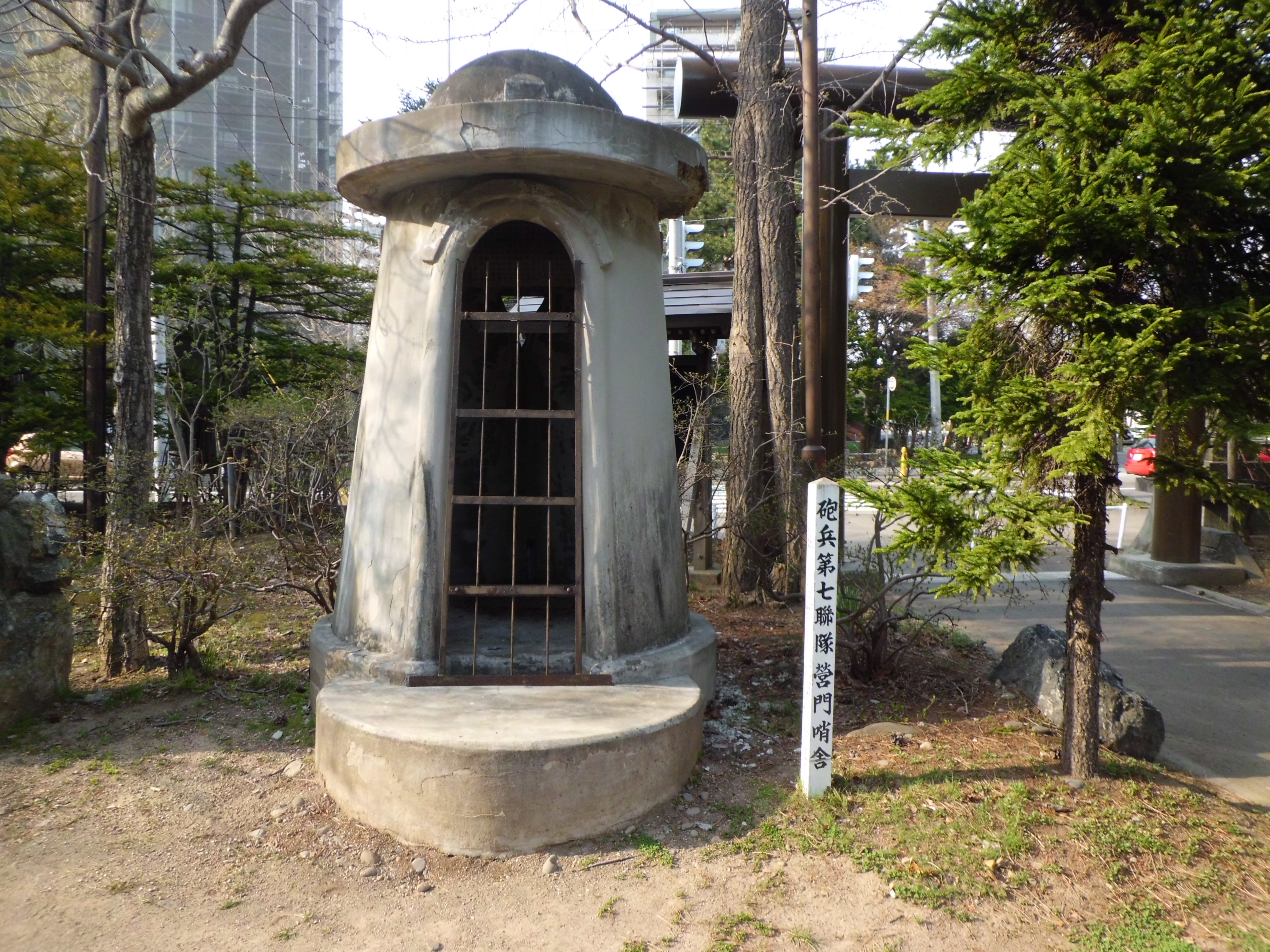
旭川第七聯隊砲兵哨舍
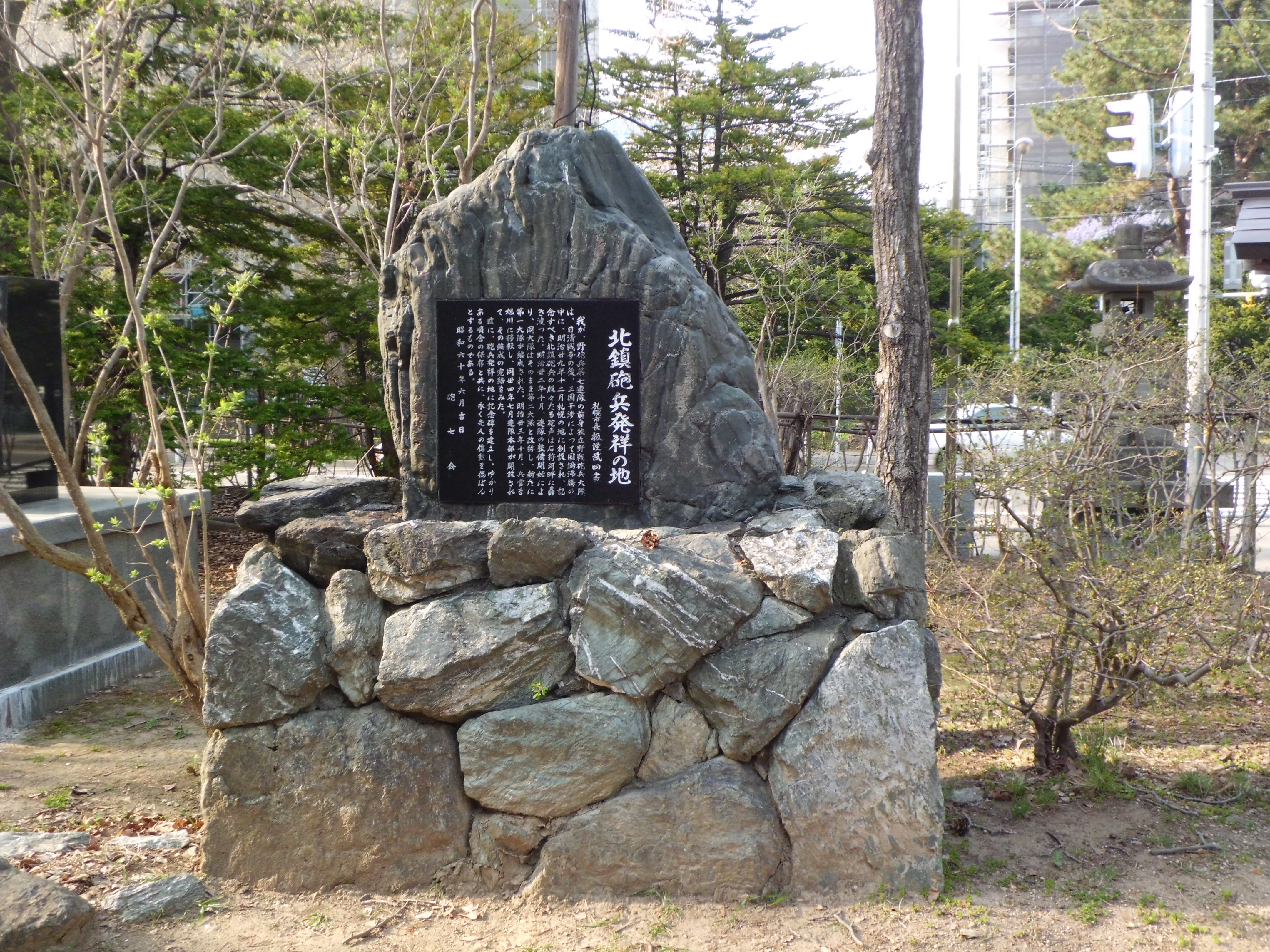
北鎮砲兵發祥地
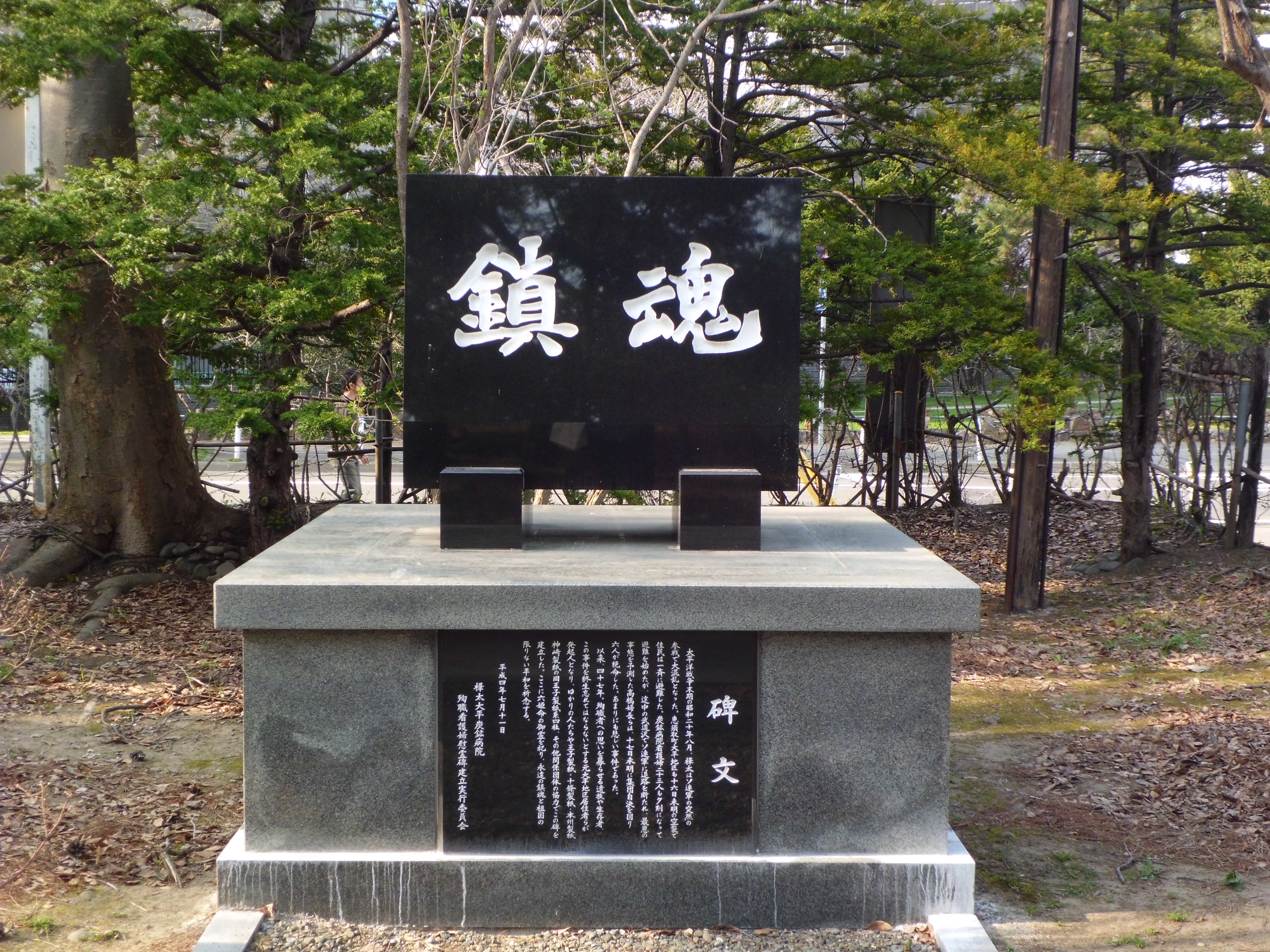
樺太太平炭礦醫院 殉職護士慰靈碑「鎮魂」
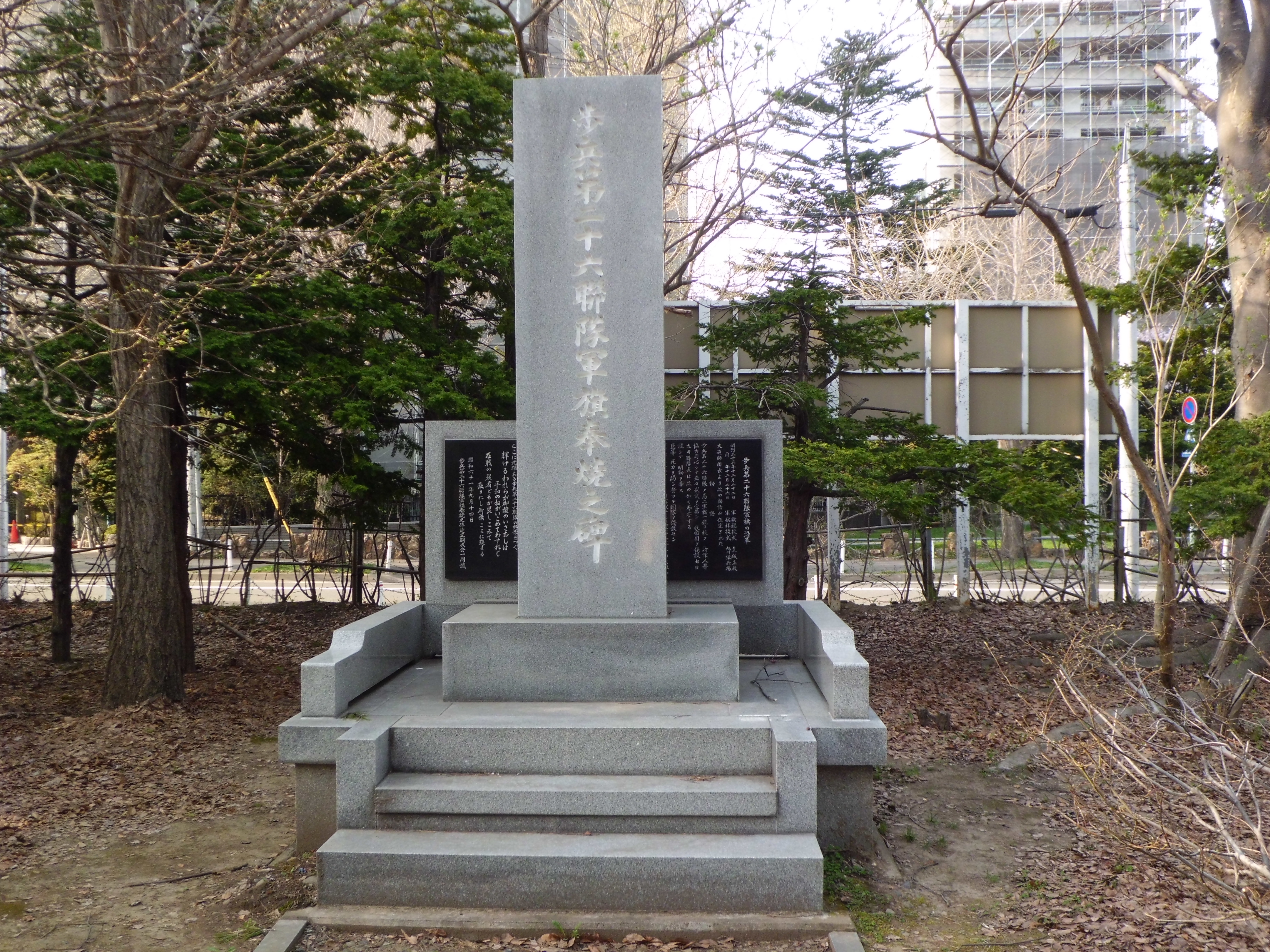
步兵第26聯隊軍旗奉燒之碑
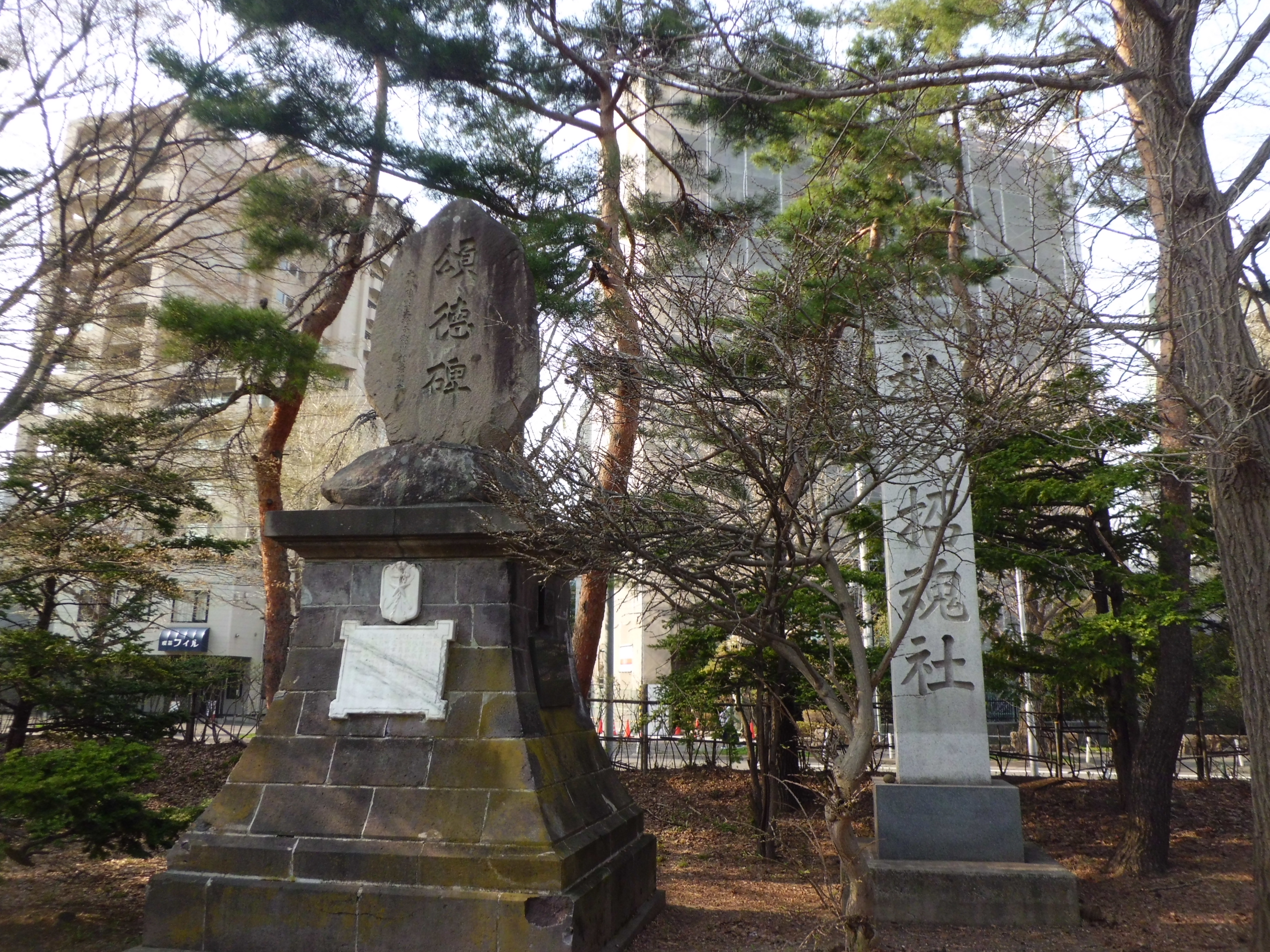
松本謄四郎「頌德碑」‧札幌招魂社
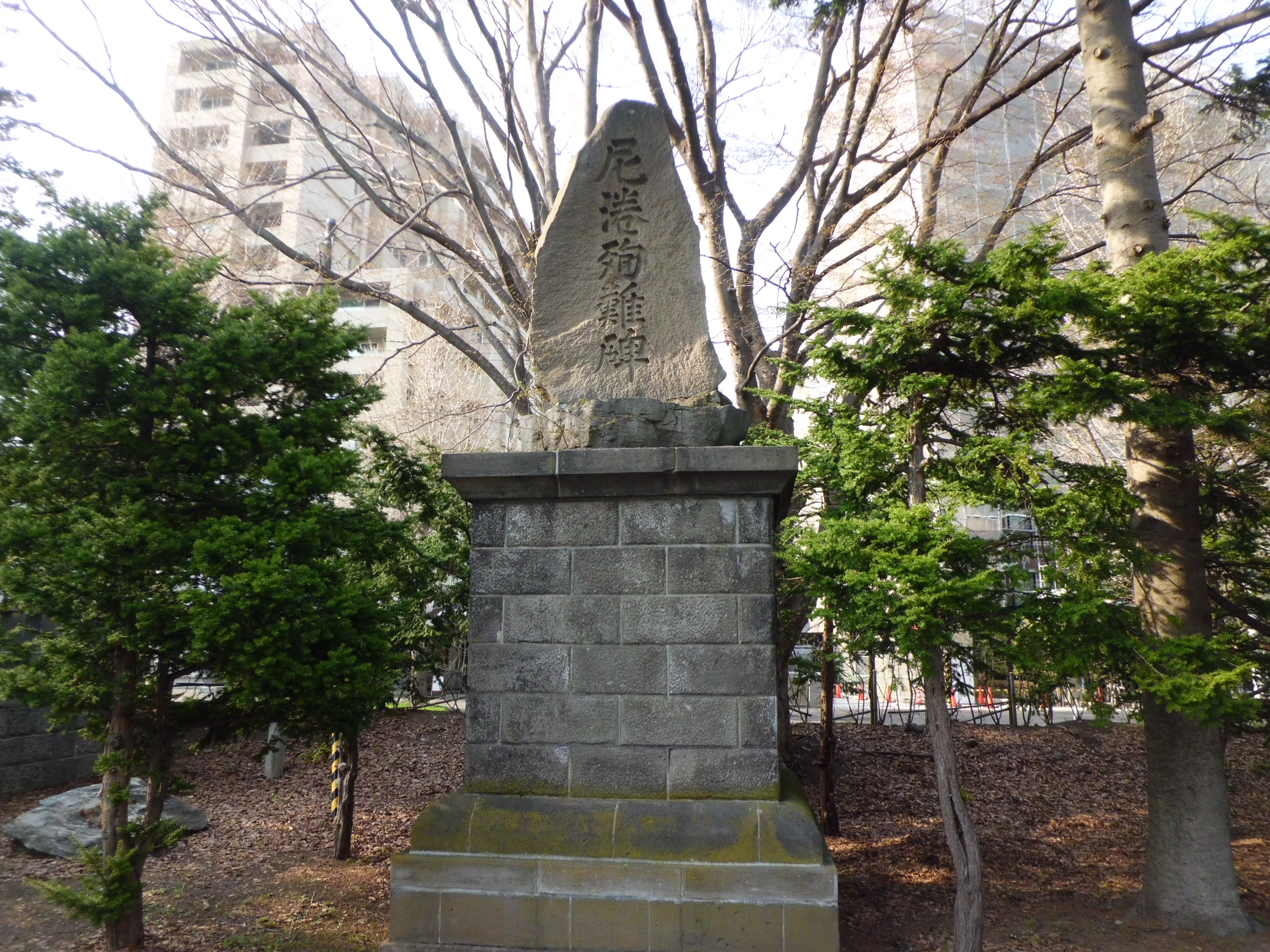
尼港殉難碑
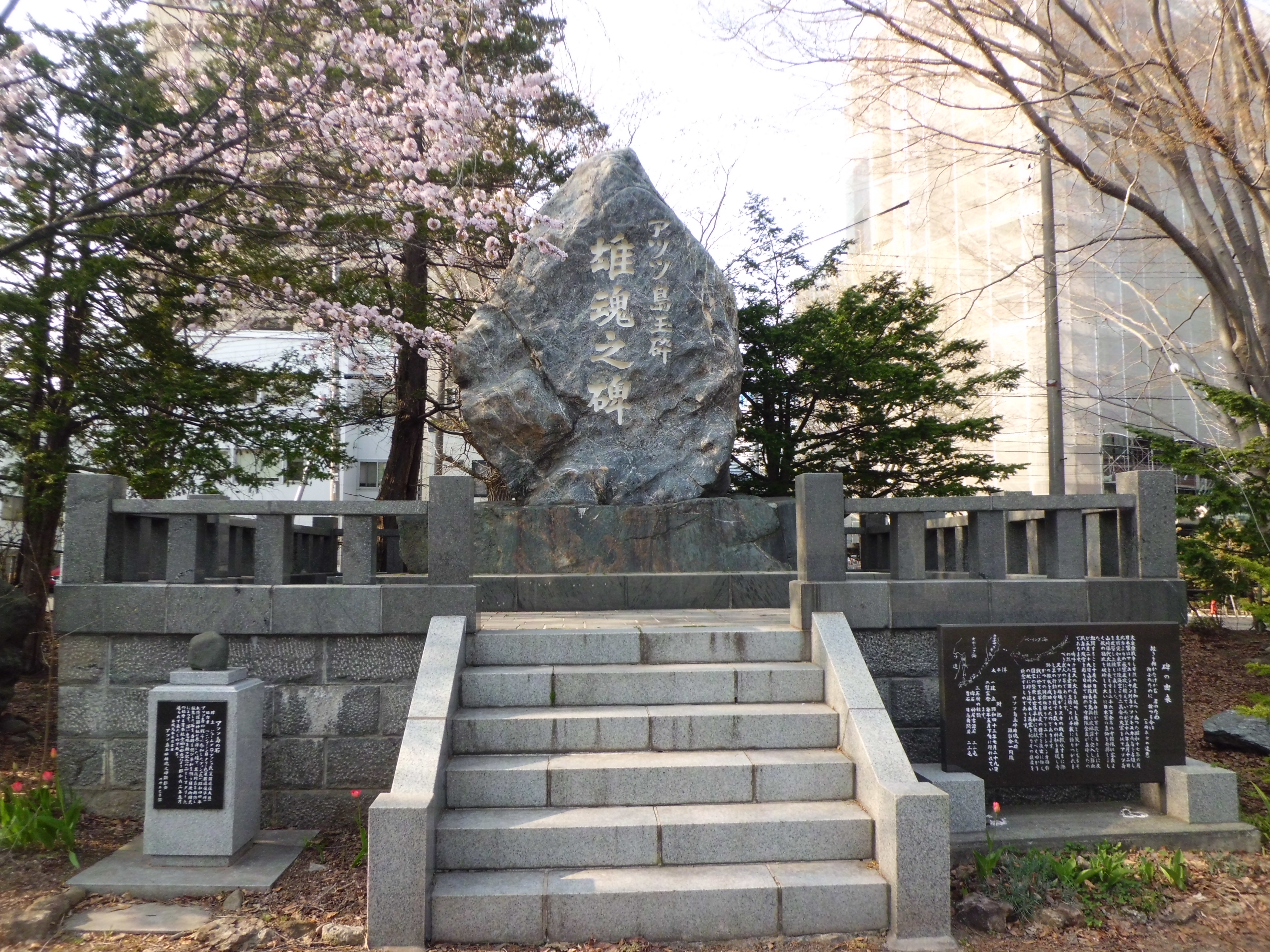
阿圖島玉碎雄魂之碑
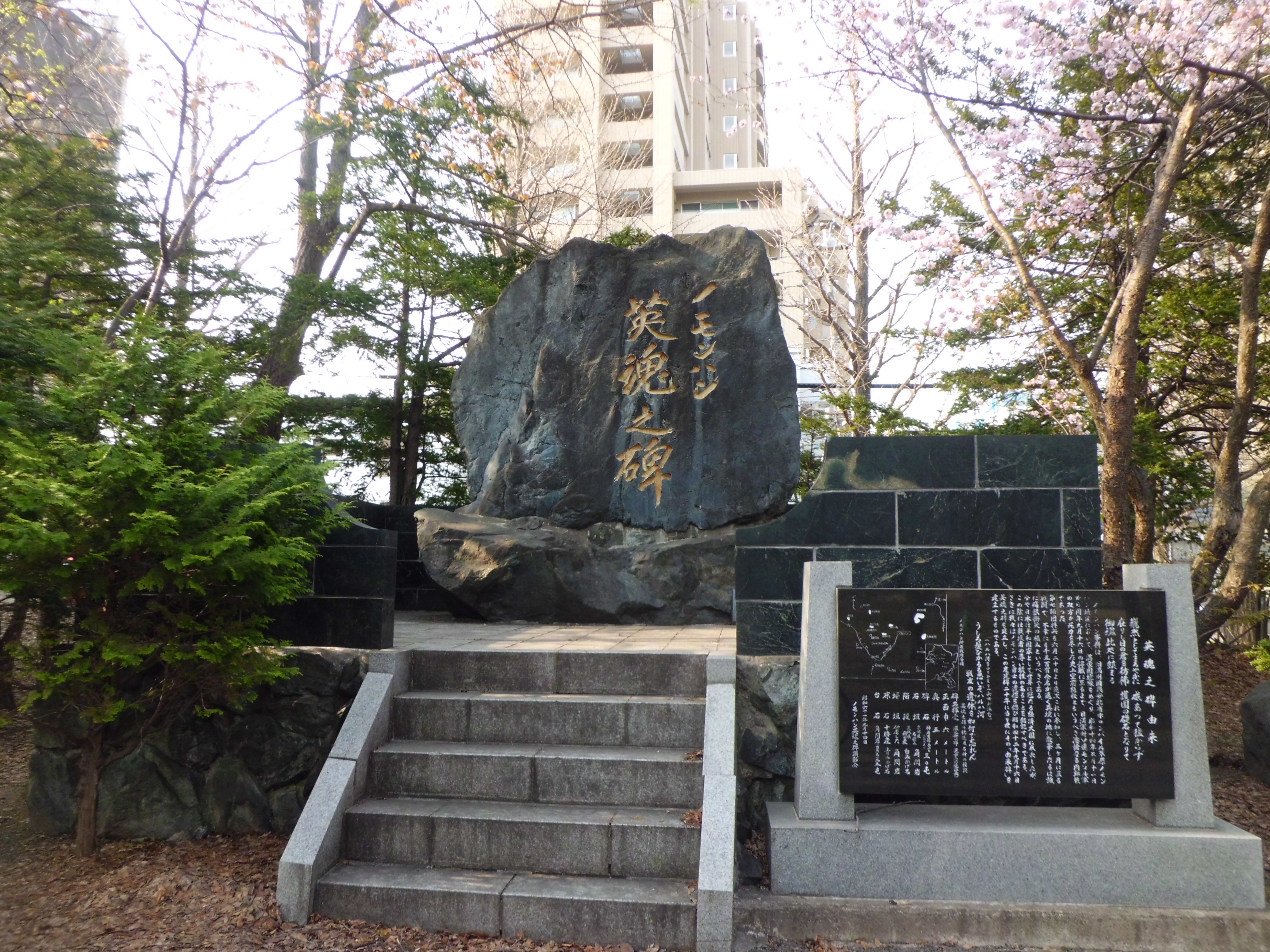
諾門罕英魂之碑
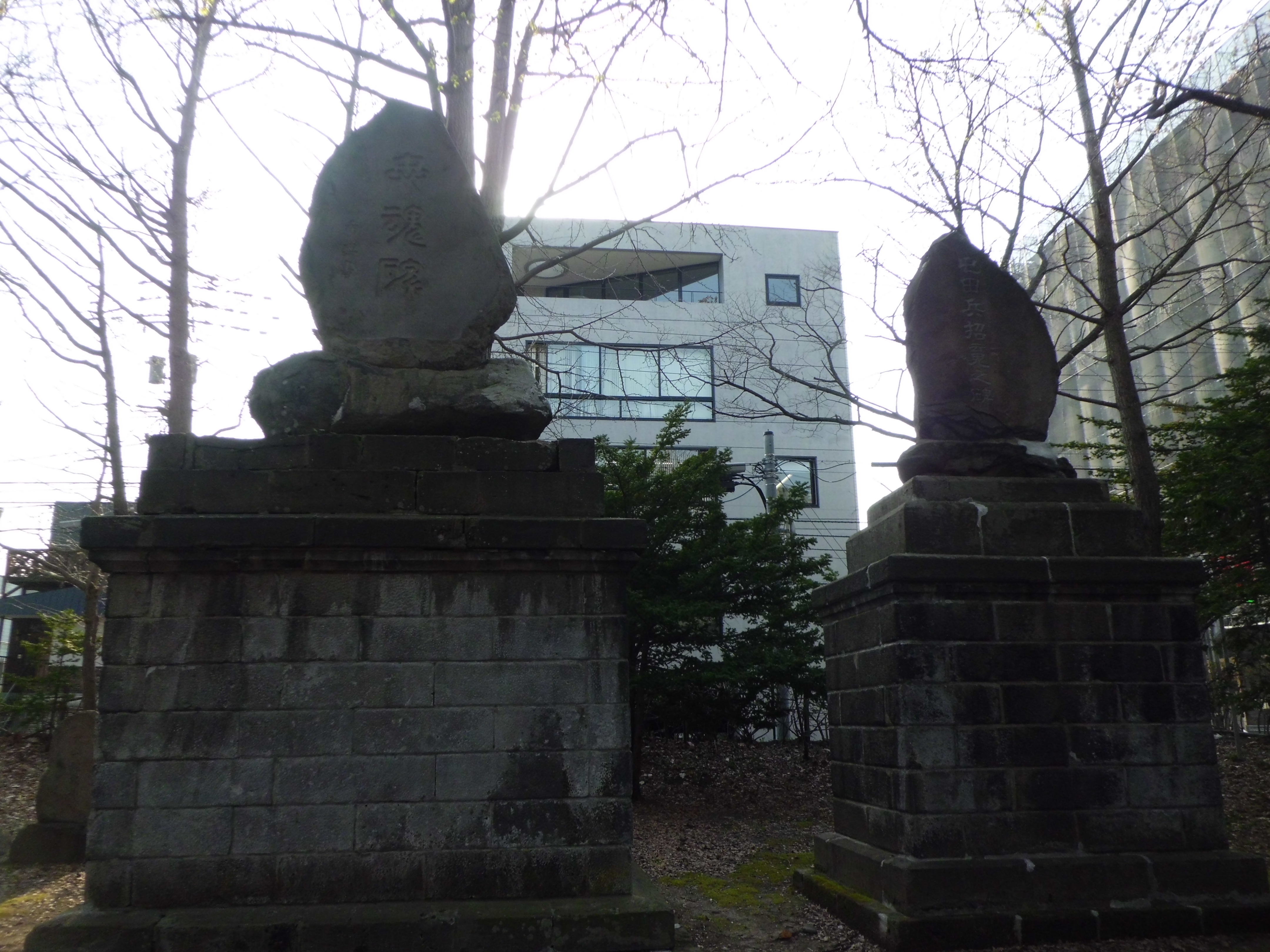
忠魂碑‧屯田兵招魂碑
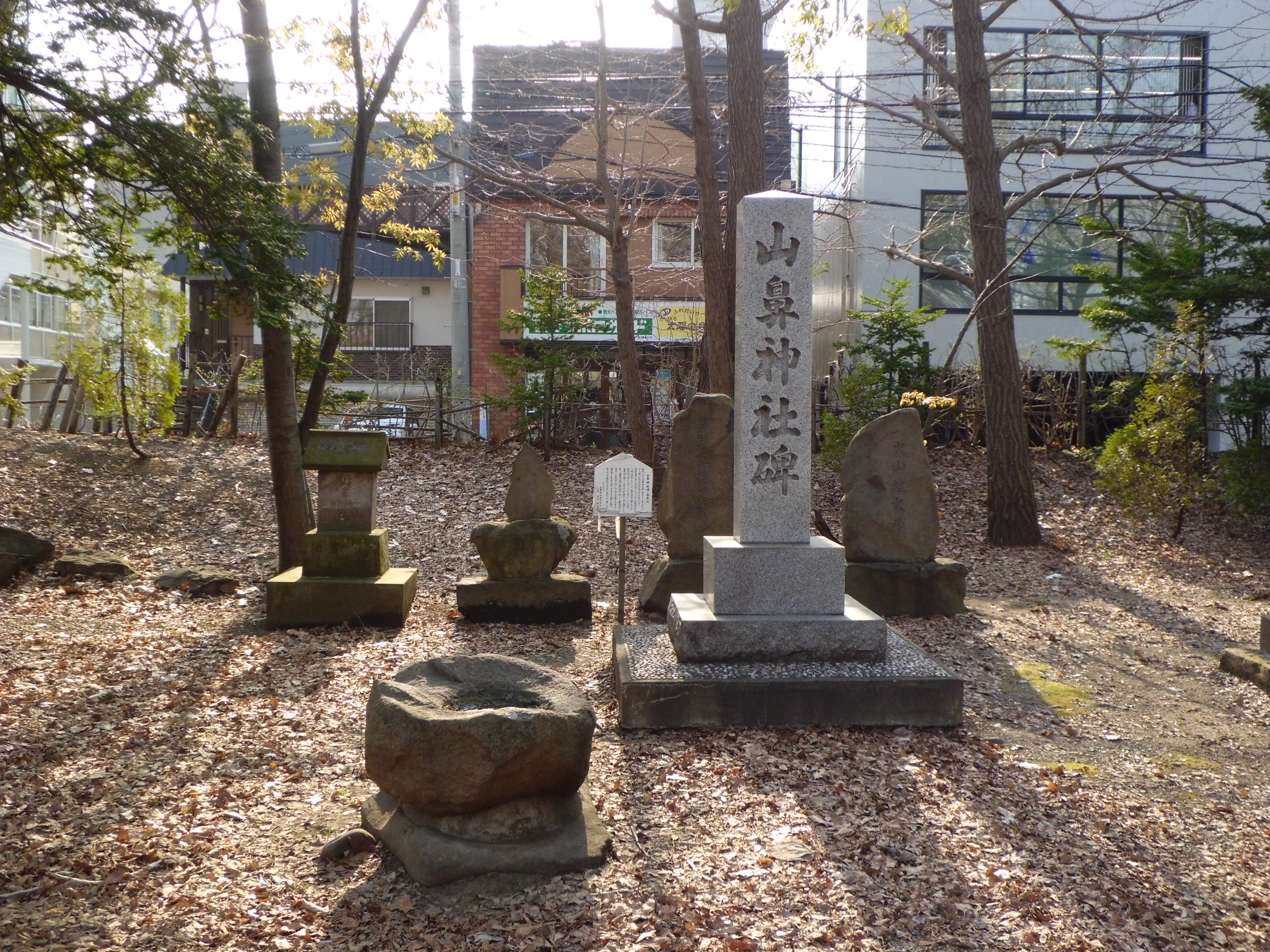
山鼻神社碑
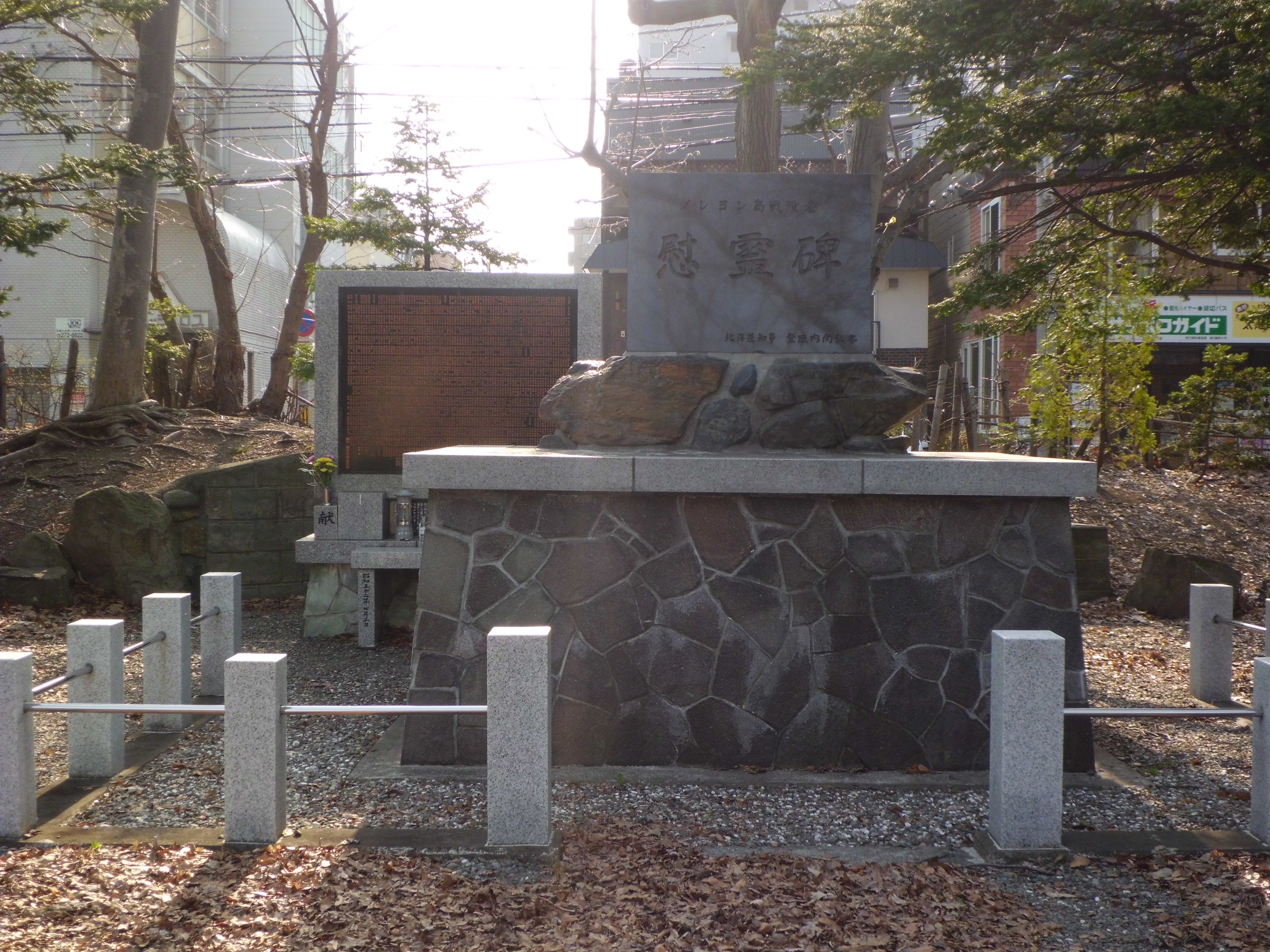
梅萊詠島戰歿者慰靈碑
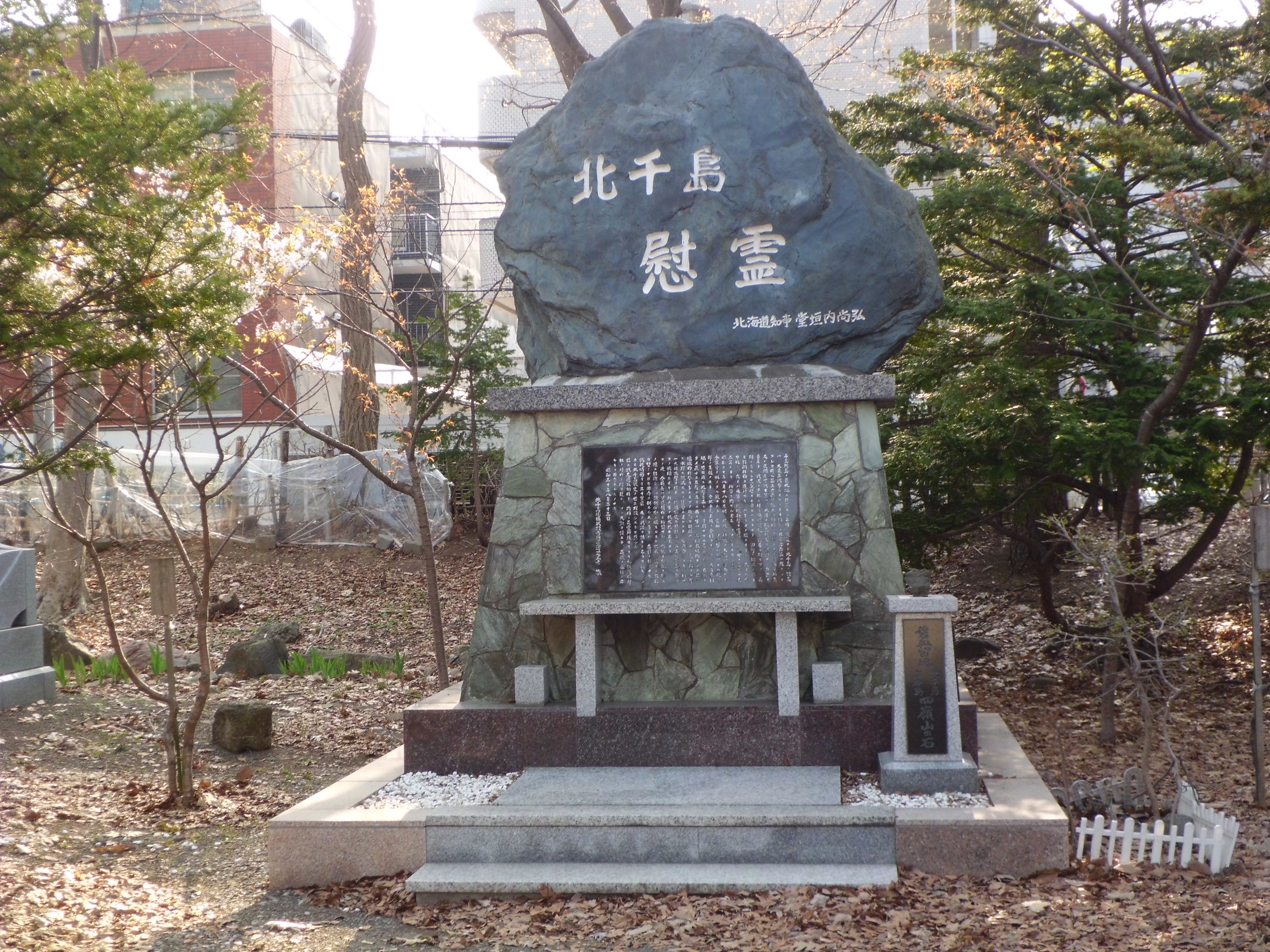
北千島慰靈碑
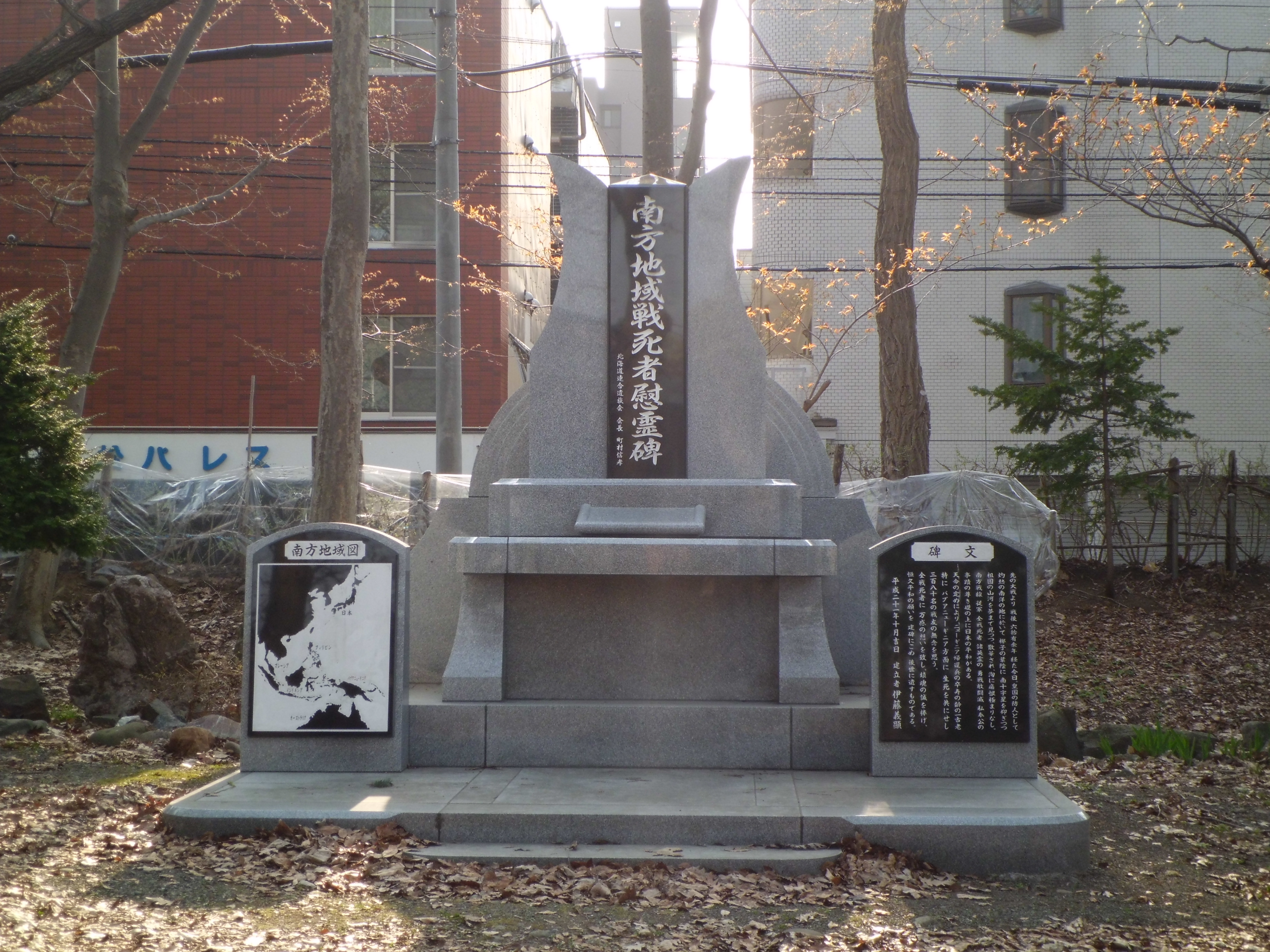
南方地區戰死者慰靈碑
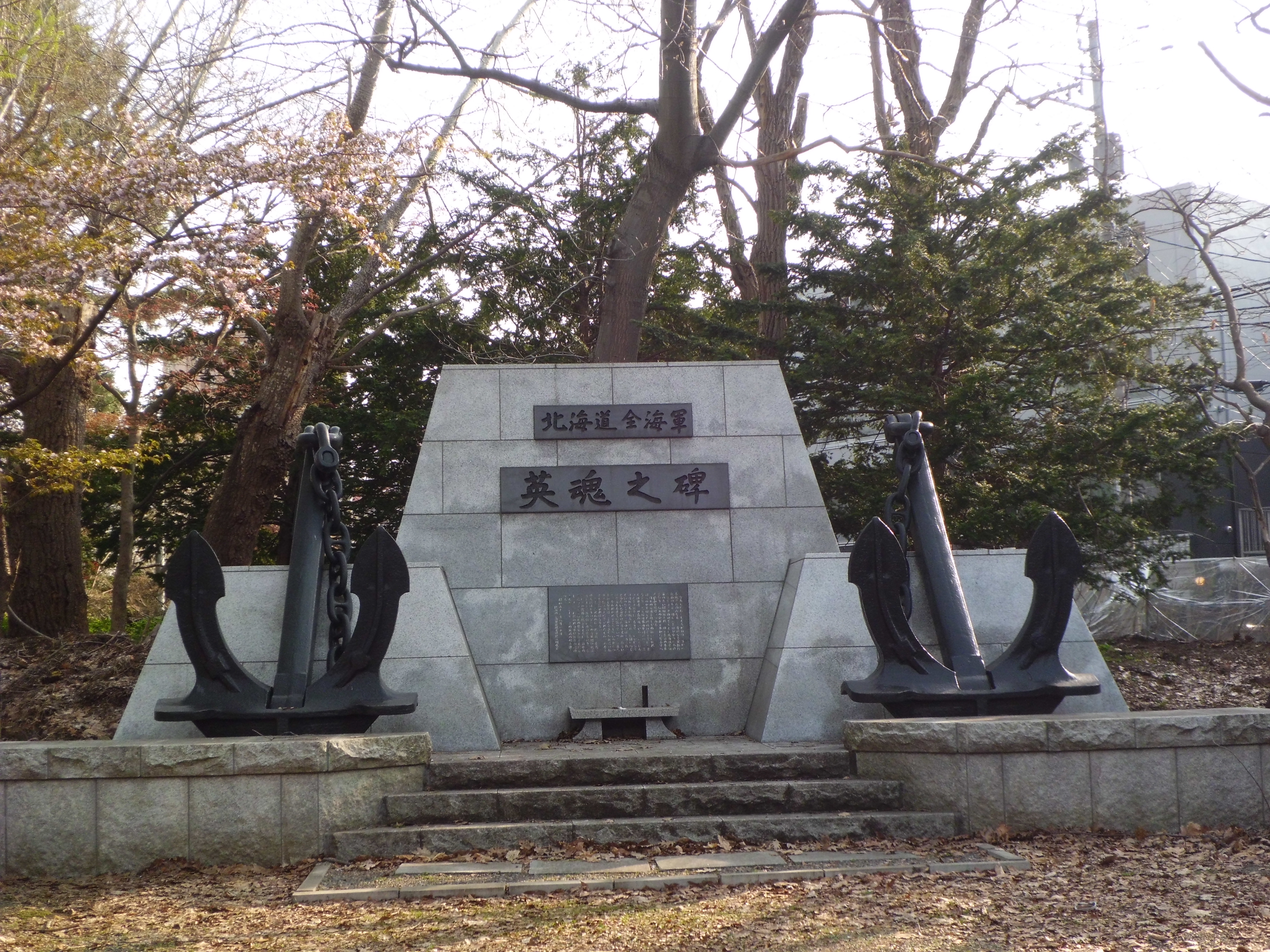
北海道全海軍英魂之碑
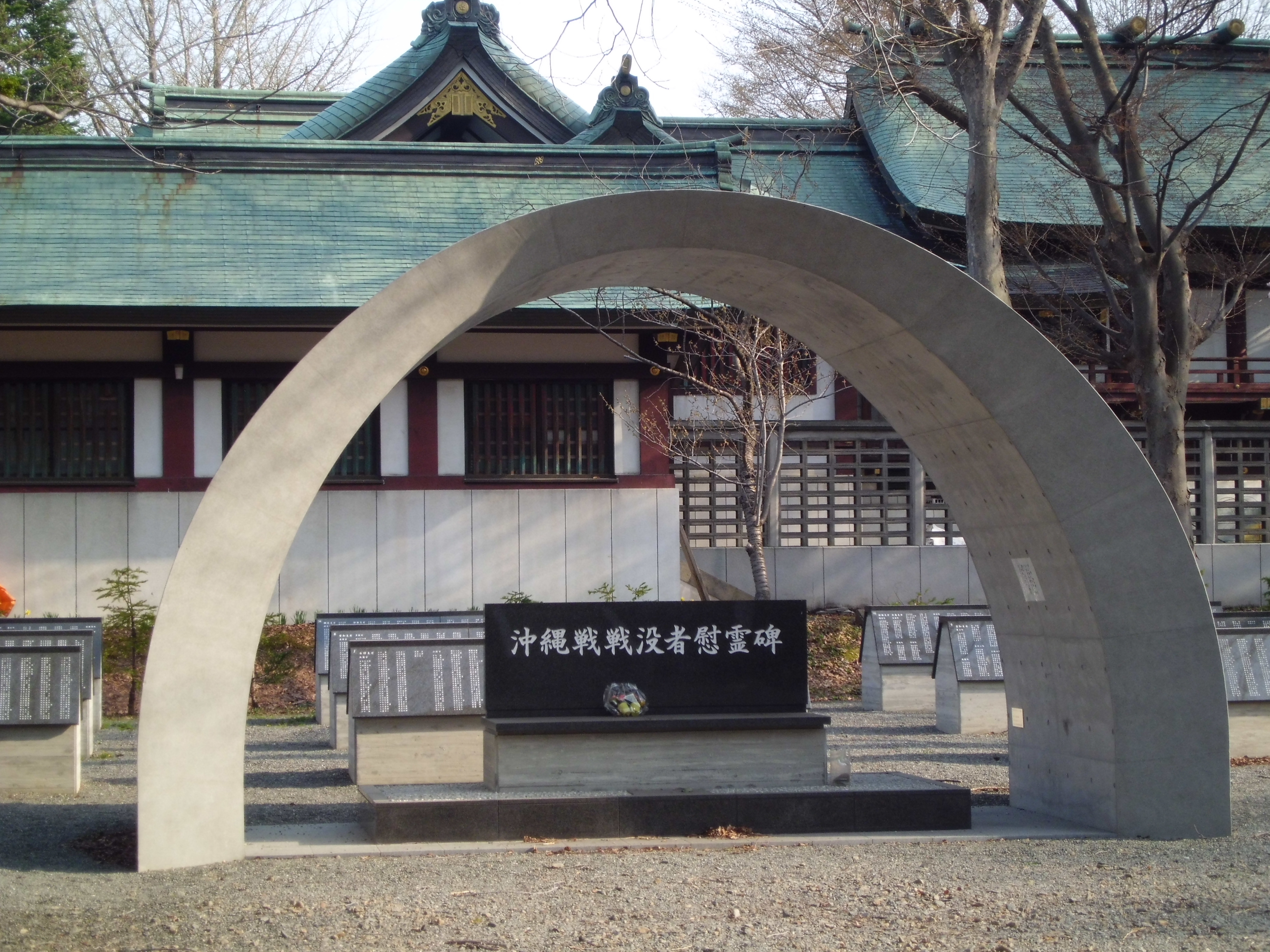
沖繩戰役戰歿者慰靈碑

## 註腳
1. ↑  . 札幌護国神社公式サイト.   [2020-03-14]. （原始内容存档于2019-08-28） （日语）.
2. ↑  札幌護国神社 （页面存档备份，存于） – 北海道神社庁、2012年10月2日閲覧。
3. 1 2 3  吉岡，No.1.
4. 1 2  吉岡，No.11.
5. ↑  吉岡，No.15.
6. ↑  吉岡，No.36.
7. ↑  吉岡，No.42.
8. ↑  吉岡，No.48.
9. ↑  吉岡，No.54.
10. ↑  吉岡，No.56.
11. 1 2  吉岡，No.63.
12. ↑  吉岡，No.66.